# 김굉명
김굉명(金光浩, 1984년 2월 25일~)은 대한민국의 축구 선수이다. 일본 태생의 재일 한국인 3세이며, 대한민국 풋살 국가대표팀에 소집됐었다.